# Diahann Carroll
Diahann Carroll (született Carol Diahann Johnson) (New York-Bronx, 1935. július 17. – Los Angeles, Kalifornia, 2019. október 4.) Golden Globe- és Tony-díjas amerikai színésznő.

## Filmjei
Mozifilmek
- Carmen Jones (1954)
- Porgy és Bess (Porgy and Bess) (1959)
- Szereti Brahmsot? (Goodbye Again) (1961)
- Párizs blues (Paris Blues) (1961)
- Vihar délen (Hurry Sundown) (1967)
- Kétes döntés (The Split) (1968)
- Claudine (1974)
- Mo' Better Blues (1990)
- The Five Heartbeats (1991)
- Eve öröksége (Eve's Bayou) (1997)
- Mi, a söpredék (Peeples) (2013)
- The Masked Saint (2016)

Tv-filmek
- The Man in the Moon (1960)
- Death Scream (1975)
- The Star Wars Holiday Special (1978)
- Roots: The Next Generations (1979)
- I Know Why the Caged Bird Sings (1979)
- Sister, Sister (1982)
- Halálos éjszaka (From the Dead of Night) (1989)
- Gyilkosság fekete-fehérben (Murder in Black and White) (1990)
- Perry Mason: Gazdagok és szépek (A Perry Mason Mystery: The Case of the Lethal Lifestyle) (1994)
- The Sweetest Gift (1998)
- Hallatjuk a hangunkat (Having Our Say: The Delany Sisters' First 100 Years) (1999)
- Jackie's Back! (1999)
- A szeretet ereje (The Courage to Love) (2000)
- Sally Hemings: Egy amerikai botrány krónikája (Sally Hemings: An American Scandal) (2000)
- Élni a szerelemért: Natalie Cole története (Livin' for Love: The Natalie Cole Story) (2000)
- Veszélyben (At Risk) (2010)
- A titokzatos akta (The Front) (2010)

Tv-sorozatok
- General Electric Theater (1955, egy epizódban)
- Peter Gunn (1960, egy epizódban)
- Naked City (1962, egy epizódban)
- The Eleventh Hour (1963, egy epizódban)
- Julia (1968–1971, 86 epizódban)
- Szerelemhajó (The Love Boat) (1977, egy epizódban)
- Dinasztia (Dynasty) (1984–1987, 74 epizódban)
- The Colbys (1985–1986, hét epizódban)
- A Different World (1989–1993, kilenc epizódban)
- The Sinbad Show (1993, egy epizódban)
- Burke's Law (1994, egy epizódban)
- Kisvárosi mesék (Evening Shade) (1994, egy epizódban)
- Lonesome Dove: The Series (1994–1995, hét epizódban)
- Angyali érintés (Touched by an Angel) (1995, egy epizódban)
- Játszd újra az életed! (Twice in a Lifetime) (1999, két epizódban)
- Happily Ever After: Fairy Tales for Every Child (2000, hang, egy epizódban)
- Tarzan legendája (The Legend of Tarzan) (2001, hang, három epizódban)
- The Court (2002)
- Half & Half (2002, egy epizódban)
- Mrs. Klinika (Strong Medicine) (2003, egy epizódban)
- Whoopi (2003, egy epizódban)
- Soul Food (2003–2004, két epizódban)
- A Grace klinika (Grey's Anatomy) (2006–2007, öt epizódban)
- Back to You (2008, egy epizódban)
- A nagy svindli (White Collar) (2009–2014, 25 epizódban)
- Diary of a Single Mom (2010–2011, hét epizódban)